# Weselberg
Weselberg là một thị xã ở huyện Südwestpfalz, bang Rhineland-Palatinate nước Đức. Thị xã có dân số 1394 (cuối năm 2006).